# 크리스 퓌리히
크리스 퓌리히(독일어: Chris Führich, 1998년 1월 9일 ~ )는 독일의 축구 선수이다. 그의 포지션은 중앙 미드필더 또는 왼쪽 윙어로, 현재 분데스리가의 VfB 슈투트가르트에서 활약하고 있다.

## 클럽 경력
퓌리히는 1. FC 쾰른에서 프로 선수 경력을 시작하였고, 2019년 보루시아 도르트문트 II에 입단했다. 2021년 7월 19일, 그는 VfB 슈투트가르트와 4년 계약을 맺고 이적했다.
2021년 10월 31일, 그는 4-1로 패한 아우크스부르크와의 경기에서 슈투트가르트 소속으로 첫 분데스리가 데뷔골을 기록했다. 2022년 9월 3일, 그는 1-1로 비긴 유소년 시절 전 소속팀인 샬케 04와의 경기에서 2022-23 시즌 첫 골을 기록했고, 9월 10일, 2-2로 비긴 바이에른 뮌헨과의 경기에선 팀의 첫 번째 골인 동점골을 넣었다.

## 국가대표팀 경력
2023년 10월, 퓌리히는 미국과 멕시코와의 친선 경기를 앞두고 처음으로 독일 성인 대표팀에 차출되었다. 그는 3-1로 패한 미국과의 경기에서 국가대표팀 데뷔전을 치렀다.